# Mbo (Nigeria)
Pour les articles homonymes, voir Mbo.
Mbo est une ville et une zone de gouvernement local de l'État d'Akwa Ibom au Nigeria.

## Source
- (en) Cet article est partiellement ou en totalité issu de l’article de Wikipédia en anglais intitulé « Mbo, Nigeria » (voir la liste des auteurs).